# 腥黑粉菌科
腥黑粉菌科（学名：Tilletiaceae）为外担菌纲腥黑粉菌目的一个科。它所在的腥黑粉菌目是一个单型目，只由一个科组成，即腥黑粉菌科，該科之下共有7个属。腥黑粉菌科中的大约150个物种都會感染禾本科，但Erratomyces的物种除外，它们主要感染豆科植物。

## 下级分类
本科包括以下属：
- Conidiosporomyces
- Erratomyces
- Ingoldiomyces
- 尾孢黑粉菌属 Neovossia
- Oberwinkleria
- Salmacisia
- 腥黑粉菌属 Tilletia